# No Time for Tears
No Time for Tears è un singolo del DJ britannico Nathan Dawe, realizzato in collaborazione con il girl group britannico Little Mix e pubblicato su etichette discografiche Warner Music Group e RCA Records. Il brano è stato successivamente inserito nell'edizione deluxe dell'album delle Little Mix Confetti.

## Storia del brano
Scritta da Nathan Dawe e dalla componente delle Little Mix Jade Thirwall in collaborazione con MNEK e Tre Jean Marie, No Time for Tears rappresenta l'ultimo singolo pubblicato dalle Little Mix nella loro formazione iniziale, prima che Jesy Nelson lasciasse il gruppo.

## Promozione
Il lyrics video del brano è stato pubblicato il 28 novembre 2020, mentre il video ufficiale è stato pubblicato il 22 gennaio 2021. Successivamente sono state pubblicate diverse versioni alternative del brano, quali una versione acustica e diversi remix ufficiali.

## Classifiche
| Classifiche (2021) | Posizione massima |
| ------------------ | ----------------- |
| Croazia            | 90                |
| Irlanda            | 15                |
| Regno Unito        | 19                |